# Hypotaenidia
Gallirallus é um gênero de aves da família Rallidae.

## Espécies
As seguintes espécies são reconhecidas:
- Hypotaenidia okinawae
- Hypotaenidia torquata
- Hypotaenidia philippensis
- Hypotaenidia owstoni
- Hypotaenidia insignis
- Hypotaenidia rovianae
- Hypotaenidia woodfordi
- Hypotaenidia poeciloptera
- Hypotaenidia sylvestris
- Hypotaenidia dieffenbachii
- Hypotaenidia pacifica
- Hypotaenidia wakensis